# SdKfz 2

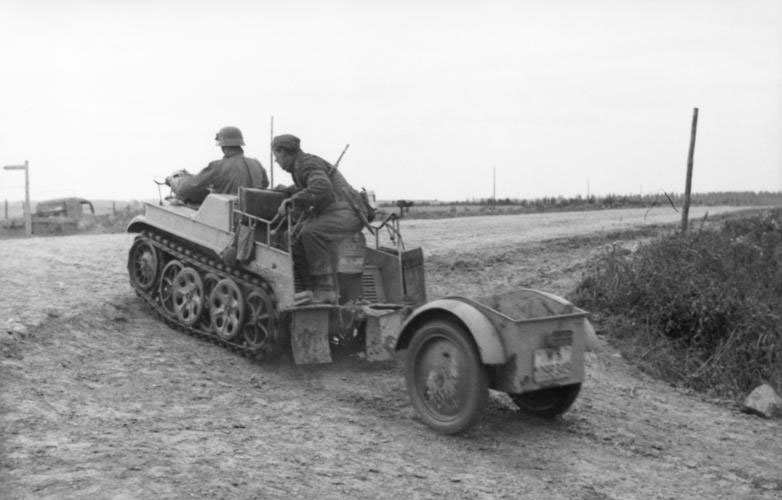
Moto com lagartas transportando o condutor e um passageiro, acoplada a um reboque.

A moto com lagartas era um veículo ligeiro militar de origem alemã, constituindo um híbrido entre uma motocicleta e um semi-lagartas. A moto com lagartas dispunha de uma motocicleta comum instalada à frente de duas lagartas de tração e suporte instaladas atrás, lado a lado. Existiu um único modelo de moto com lagartas, projetado e construído pela NSU Motorenwerke AG.
A moto com lagartas é mais conhecida por Kettenkrad, abreviatura de Kleines Kettenkraftrad Typ HK 101, significando "pequena motocicleta com lagartas, modelo HK 101", em alemão. A sua designação militar oficial era Sonderkraftfahrzeug 2 (Sd.Kfz. 2), significando "veículo especial, modelo 2".
A moto com lagartas começou a sua carreira como um trator ligeiro de artilharia para uso pelas tropas paraquedistas. Foi projetada para ser transportada por um avião Junkers Ju 52, apesar de não poder ser lançado por paraquedas. A Kettenkrad tinha pois a vantagem de ser o único trator suficientemente pequeno para caber no Ju 52.
A direção da moto com lagartas era feita virando o guidão. Se o mesmo fosse pouco girado, a mudança de direção era realizada apenas pela roda frontal. Mas se o guidão fosse mais girado, provocaria o acionamento dos freios da lagarta do lado para onde era girado, o que provocaria uma mudança de direção de ângulo mais apertado.
A Kettenkrad foi projetada e construída pela NSU, em Neckarsulm. Mais tarde, alguns exemplares foram também construídos pela Stoewer, sob licença, em Stettin, os quais constituíram cerca de 10% da produção total.
A maioria das motos com lagartas serviu na Frente Ocidental, durante a Segunda Guerra Mundial, onde foram usadas para colocação de cabos de comunicações, para rebocar cargas pesadas e para transportar soldados através dos terrenos lamacentos da Rússia. Mais tarde, as motos com lagartas foram usadas como reboques de pista para aeronaves, incluindo aviões a jato como o Me 262. Como forma de pouparem combustível, as aeronaves eram rebocadas pela pista em vez de taxiarem com os motores ligados.
As motos com lagartas foram também empregadas na Campanha do Norte de África e na Europa.
A Kettenkrad vinha com um atrelado especial (o Sd Anh.1) que permitia o aumento da sua capacidade de carga.
Sendo um veículo com lagartas, a Kettenkrad poderia subir inclinações até 24º em areia e até superiores em solo firme, desde que o condutor tivesse coragem para isso.
Apenas foram construídas duas subvariantes significativas do Kettenkrad, sendo a sua produção interrompida em 1944, altura em que tinham sido construídos 8345 exemplares. Depois do final da Segunda Guerra Mundial, a produção foi reativada, continuando até 1949. Alguns antigos exemplares militares e a totalidade dos exemplares construídos depois da guerra, destinaram-se ao uso civil, em tarefas agrícolas.